# Мармуровий сир

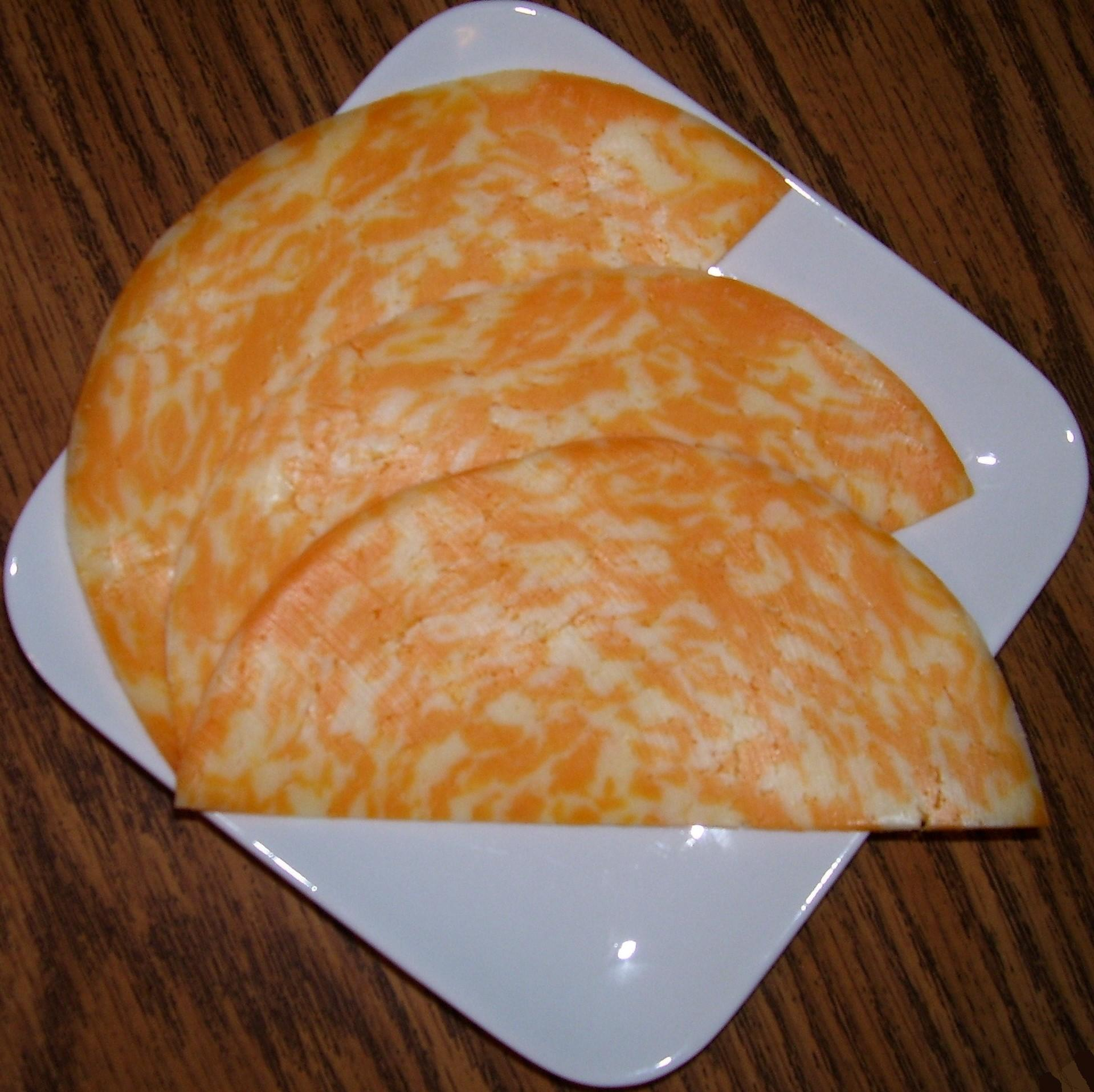
Колбі Джек, поширений вид мармурового сиру

Мармуровий сир — назва сирів з мармуровим візерунком. Мармурові сири виробляються шляхом комбінування двох різних за кольором кальє, домашніх сирів або плавлених сирів.

## Опис
Мармуровий сир родом з Англії. Зазвичай це тверді плавлені сири з коров'ячого молока, такі як Колбі-джек, який поєднує в собі сири колбі і Монтерей Джек і найбільш популярний у Сполучених Штатах..
Інші виробляються з комбінації сиру домашнього і помаранчевого Чеддеру (для мармурового чеддеру) або аналогічної комбінації. Мармуровість зазвичай не досягається за допомогою штучних добавок, хоча такі сири, як Червоний Віндзор і Дербі, можуть містити барвники, такі як хлорофіл (E140) і кармін (E120).

### Типи
- Мармуровий чеддер, суміш білого та помаранчевого чеддеру[2].
- Колбі-Джек, суміш сирів Колбі та Монтерей Джек[1].
- Червоний Віндзор, сир чеддер з додаванням червоного вина (зазвичай портвейну або бордо) або червоного харчового барвника[3].
- Sage Derby, сир дербі, традиційно приготований з додаванням шавлії; тепер зазвичай робиться з використанням зелених рослин, таких як шпинат, петрушка та календула; або із зеленим рослинним барвником[3][4].